# Scratch or Stitch
Albums de Melt-Banana
Cactuses Come in Flocks
(1994) Charlie
(1998)
Scratch or Stitch est le troisième album de Melt-Banana. Il s'agit du premier album du groupe à être véritablement distribué aux États-Unis, par Skin Graft.
Enregistré en juillet-août 1995 par Jim O'Rourke, produit par Steve Albini et à la suite d'une tournée réalisée en Amérique au côté de Mr. Bungle, c'est l'album qui a véritablement fait reconnaître le groupe comme un membre incontournable de la scène « japanoise », aux côtés de « dinosaures » comme Boredoms ou Merzbow.
L'édition vinyle de Skin Graft Records a été limitée à 2660 exemplaires et incluait un paquetage luxueux avec un poster et un livret des paroles de l'album.

## Pistes
1. "Plot in a Pot" – 1:19
2. "Scratch or Stitch" – 1:02
3. "Sick Zip Everywhere" – 1:51
4. "Disposable Weathercock" – 1:43
5. "Ten Dollars a Pile" – 0:59
6. "Ketchup-Mess" – 1:27
7. "Buzzer #P" – 1:46
8. "Rough Dogs Have Bumps" – 1:49
9. "Iguana in Trouble" – 2:21
10. "It's in the Pillcase" – 1:30
11. "Test: Ground 1" – 0:30
12. "Zoo, No Vacancy" – 0:15
13. "A Finger to Hackle" – 0:22
14. "Type B for Me" – 0:09
15. "His Name Is Mickey (At Least She Got Him...)" – 0:21
16. "Back to the Womb" – 2:46
17. "I Hate It" – 0:58
18. "What Do You Slaughter Next?" – 1:42
19. "Eye-Q Trader" – 1:48
20. "Dig Out!" – 2:23
21. "Contortion Out of Confusion" – 1:39
22. "Pigeon on My Eyes (Go to Bed!!!)" – 2:33